# Belgiens Grand Prix 1993
Belgiens Grand Prix 1993 var det tolfte av 16 lopp ingående i formel 1-VM 1993.

## Resultat
1. Damon Hill, Williams-Renault, 10 poäng
2. Michael Schumacher, Benetton-Ford, 6
3. Alain Prost, Williams-Renault, 4
4. Ayrton Senna, McLaren-Ford, 3
5. Johnny Herbert, Lotus-Ford, 2
6. Riccardo Patrese, Benetton-Ford, 1
7. Martin Brundle, Ligier-Renault
8. Michael Andretti, McLaren-Ford
9. JJ Lehto, Sauber
10. Gerhard Berger, Ferrari (varv 42, kollision)
11. Mark Blundell, Ligier-Renault (42, kollision)
12. Philippe Alliot, Larrousse-Lamborghini
13. Luca Badoer, BMS Scuderia Italia (Lola-Ferrari)
14. Michele Alboreto, BMS Scuderia Italia (Lola-Ferrari)
15. Ukyo Katayama, Tyrrell-Yamaha

### Förare som bröt loppet
- Erik Comas, Larrousse-Lamborghini (varv 37, bränslepump)
- Derek Warwick, Footwork-Mugen Honda (28, motor)
- Karl Wendlinger, Sauber (27, motor)
- Andrea de Cesaris, Tyrrell-Yamaha (24, motor)
- Christian Fittipaldi, Minardi-Ford (15, snurrade av)
- Pierluigi Martini, Minardi-Ford (15, snurrade av)
- Aguri Suzuki, Footwork-Mugen Honda (14, växellåda)
- Rubens Barrichello, Jordan-Hart (11, hjullager)
- Jean Alesi, Ferrari (4, upphängning)
- Thierry Boutsen, Jordan-Hart (0, växellåda)

### Förare som ej kvalificerade sig
- Alessandro Zanardi, Lotus-Ford (Olycka)

## VM-ställning
| Förarmästerskapet 1. Alain Prost, Williams-Renault, 81 2. Ayrton Senna, McLaren-Ford, 53 3. Damon Hill, Williams-Renault, 48 | Konstruktörsmästerskapet 1. Williams-Renault, 129 2. Benetton-Ford, 60 3. McLaren-Ford, 56 |